# Nos plus belles vacances (film)
Pour les articles homonymes, voir Nos plus belles vacances.
Pour plus de détails, voir Fiche technique et Distribution.
Nos plus belles vacances est un film français, réalisé par Philippe Lellouche et sorti en 2012.

## Synopsis
Juillet 1976, année de la canicule. Claude (Philippe Lellouche), juif d’Algérie arrivé en France quinze ans plus tôt, emmène sa jeune femme Isabelle (Julie Gayet), ses deux garçons Simon (12 ans) et Bibou (8 ans), et Mamie, sa belle-mère, en Bretagne. C’est Isabelle qui, ayant surpris Claude en flagrant délit d’adultère, a choisi pour ces vacances le petit village où elle est née : le Rocher Abraham.
Dès le lendemain de leur arrivée, Bernard (Gérard Darmon) et Bernadette (Vanessa Demouy), Jacky (Christian Vadim) et Marie-Jeanne (Julie Bernard), deux couples d’amis, les y rejoignent. Ils sont accueillis avec méfiance par les autochtones, principalement au café Pondemer, le café du village où les hommes se retrouvent. Juifs pieds-noirs, bretons catholiques… Parisiens, provinciaux : la cohabitation n’est pas facile.

## Fiche technique
- Titre : Nos plus belles vacances
- Réalisation : Philippe Lellouche
- Scénario : Frédéric Petitjean
- Décors : Jean-Philippe Moreaux
- Costumes : Nadia Chmilewsky
- Musique : Jean-Félix Lalanne
- Supervision musicale : My Melody
- Photographie : Lucas Leconte
- Montage : Jacques Comets
- Producteur : Michel Propper
- Sociétés de production : Chaocorp, en association avec la SOFICA Cinémage 6
- Société de distribution : Pathé Distribution
- Pays d'origine :  France
- Langues : français
- Format : 35 mm
- Genre : comédie
- Durée : 94 minutes
- Date de sortie : 7 mars 2012 ( France)

## Distribution
- Philippe Lellouche : Claude
- Gérard Darmon : Bernard
- Julie Gayet : Isabelle
- Vanessa Demouy : Bernadette
- Christian Vadim : Jacky
- Julie Bernard : Marie-Jeanne
- Alain Doutey : Oncle François
- Nicole Calfan : Mamie
- Jackie Berroyer : Marcel Guilois
- Bruno Lochet : Lucien Dufour
- Élisabeth Buffet : Germaine Dufour
- Arièle Semenoff : Nicole Pondemer
- Isabelle Ferron : Nadine Pondemer
- David Brécourt : Firmin
- Bernard Yerlès : Étienne
- Alexandre Brasseur : M. Guilois (fils)
- Fanny Krich : Véronique
- Jean-Michel Lahmi : Duhartel
- Babass : Le Notaire
- Gilles Lellouche : Miguel
- Sabine Crossen : La femme blonde
- Paul Guillemot et Antoine Robert : Les Enfants
- Enna Balland : Copine Bibou
- Edwyn Penot : Simon
- Solal Lellouche : Bibou
- Isaure de Grandcourt : Marie-France

## Bande originale

### Liste des titres
1. Flagrant délit par Jean-Félix Lalanne
2. Arrivée des copains par Jean-Félix Lalanne
3. Pomme par Il était une fois
4. Cœur d'argile par Jean-Félix Lalanne
5. Du côté de chez Swann par Dave
6. La valse des sentiments par Jean-Félix Lalanne
7. Champagne & séduction par Jean-Félix Lalanne
8. Le radeau de la liberté par Jean-Félix Lalanne
9. Papa-Tango-Charly par Mort Shuman
10. Blues et rigolade par Jean-Félix Lalanne
11. Noces sucrées par Jean-Félix Lalanne
12. Vanina par Dave
13. Été 76 par Jean-Félix Lalanne
14. Dix ans plus tôt par Michel Sardou
15. La cabane sacrée par Jean-Félix Lalanne
16. Le bal du 24 juillet par Jean-Félix Lalanne
17. All This Love That I'm Giving par Gwen McCrae
18. Seven days too long par Chuck Woods
19. That's the Way (I Like It) par KC and the Sunshine Band
20. Le Rocher d'Abraham par Jean-Félix Lalanne

### Musiques additionnelles
Sauf indication contraire ou complémentaire, les informations mentionnées dans cette section proviennent du générique de fin de l'œuvre audiovisuelle présentée ici.
- Comme ils disent - Charles Aznavour
- L'Oriental - Enrico Macias (chantée par Gérard Darmon)
- Rio de la Plata - Armand Frydman
- Moulin Rouge Waltz - Teddy Lasry
- Musette - Didier Roussin et Dominique Cravic
- Coin sombre - Daniel Dénecheau

## Distinctions
- Festival international du film de comédie de l'Alpe d'Huez 2012 :
  - Prix d'Interprétation Masculine : David Brécourt
  - Coup de cœur masculin : David Brécourt

## Autour du film
Accueil : ce film a enregistré 279 485 entrées en salles françaises lors de sa première exploitation.
Il a été tourné :
- Dans le département d'Ille-et-Vilaine (Lanhélin, Saint-Pierre-de-Plesguen, Saint-Coulomb, Rennes).
- Dans le département des Côtes d'Armor (Dinan)
- Quelques anachronismes émaillent le film. Notamment, Lucien Dufour écoute à la radio la chanson Dix ans plus tôt de Michel Sardou, titre sorti en 1977, alors que l'histoire du film se déroule en juillet 1976. De même, certaines expressions appartiennent aux années 2000 (par exemple, le mot embrouilles qui signifie ennuis).
- Le film expose une foule d'objets et d'accessoires typiques de l'époque à laquelle est censée se dérouler l'action (1976) ; vêtements, voitures, coupes de cheveux, etc., contribuent ainsi à l'ambiance du film. Par exemple, à bord d'une voiture, personne ne met sa ceinture de sécurité, pourtant obligatoire à l'avant depuis 1973 (hors agglomération). Par contre la cigarette n'est pas aussi omniprésente qu'elle l'était en réalité à l'époque.
- Il y a aussi plusieurs clins d’œil faits à l'AS Saint-Étienne : poster dans la chambre des enfants, fanion de la finale de 1976 à Glasgow au rétroviseur d'une voiture (à la fin du film), et une allusion aux poteaux carrés. Il est aussi question du Tour de France, avec notamment les mentions de Raymond Poulidor et d'Eddy Merckx.